# Cardamine bipinnata
Cardamine bipinnata är en korsblommig växtart som först beskrevs av Carl Anton von Meyer, och fick sitt nu gällande namn av Otto Eugen Schulz. Cardamine bipinnata ingår i släktet bräsmor, och familjen korsblommiga växter. Inga underarter finns listade i Catalogue of Life.